# Le Peuchapatte
Le Peuchapatte es una antigua comuna suiza del cantón de Jura, localizada en el distrito de Franches-Montagnes.
Desde el 1 de enero de 2009 forma parte de la comuna de Muriaux.

## Geografía
Hasta su fusión con Muriaux, Le Peuchapatte era la comuna de mayor altitud del cantón del Jura con 1131 m s. n. m. En si, el pueblo se encuentra en una de las crestas de la cordillera del Jura en la región de las Franches-Montagnes (Freiberge en alemán). La antigua comuna limitaba al oeste y al norte con la comuna de Le Noirmont, al noreste y este con Les Breuleux, y al sur con Muriaux.